# NEC奈梅亨
NEC奈梅亨（NEC Nijmegen）是一間荷蘭足球俱乐部，成立於1900年11月15日，位于荷兰东部城市奈梅亨。
球會的主場位於德古福特體育場，有 12,500 個座位。球會自己最引以為榮的地方，在於球會自艱難的環境下出身，和來自工人階層的創立人是在城市的街上開始接觸足球的。球會本來是叫''，意思是團結荷蘭。球會的表現不錯，在1903年，和真正的奈梅亨合併後，確認了他們在聯賽的位置。球會名字中的NCE可解作奈梅亨和的合併（''）。
球會至今未能贏得太多的比賽，只是四次贏得荷蘭盃的亞軍，分別在1973年、1983年、1994年和2000年。球會曾擁有一些天才球員包括後衛、，和翼鋒。曾被選中加入荷蘭國家足球隊。而兩名中場球星分別來自巴拉圭，曾參與2006年世界盃的和來自波蘭。
在2004年球會解僱教練约翰·内斯肯斯，他雖然擁有國際賽經驗，包括以球員和教練身分，但他自2004年10月開始，難以維持球會連續勝出比賽。而他的繼任人，也在2005年12月19日離開球會，原因不明。
2004–05球季的平均入場人數為 11,800 人。
2016–17年荷甲，NEC奈梅亨排第16位，曾降級荷乙，直至2020-21年作為升班/降班附加賽勝方升上荷蘭甲組足球聯賽為止。

## 外部連結
- （荷兰文） 官方網站（页面存档备份，存于）
- （荷兰文） 球迷網站
- （荷兰文） 球迷網站（页面存档备份，存于）